# Honda Civic IMA

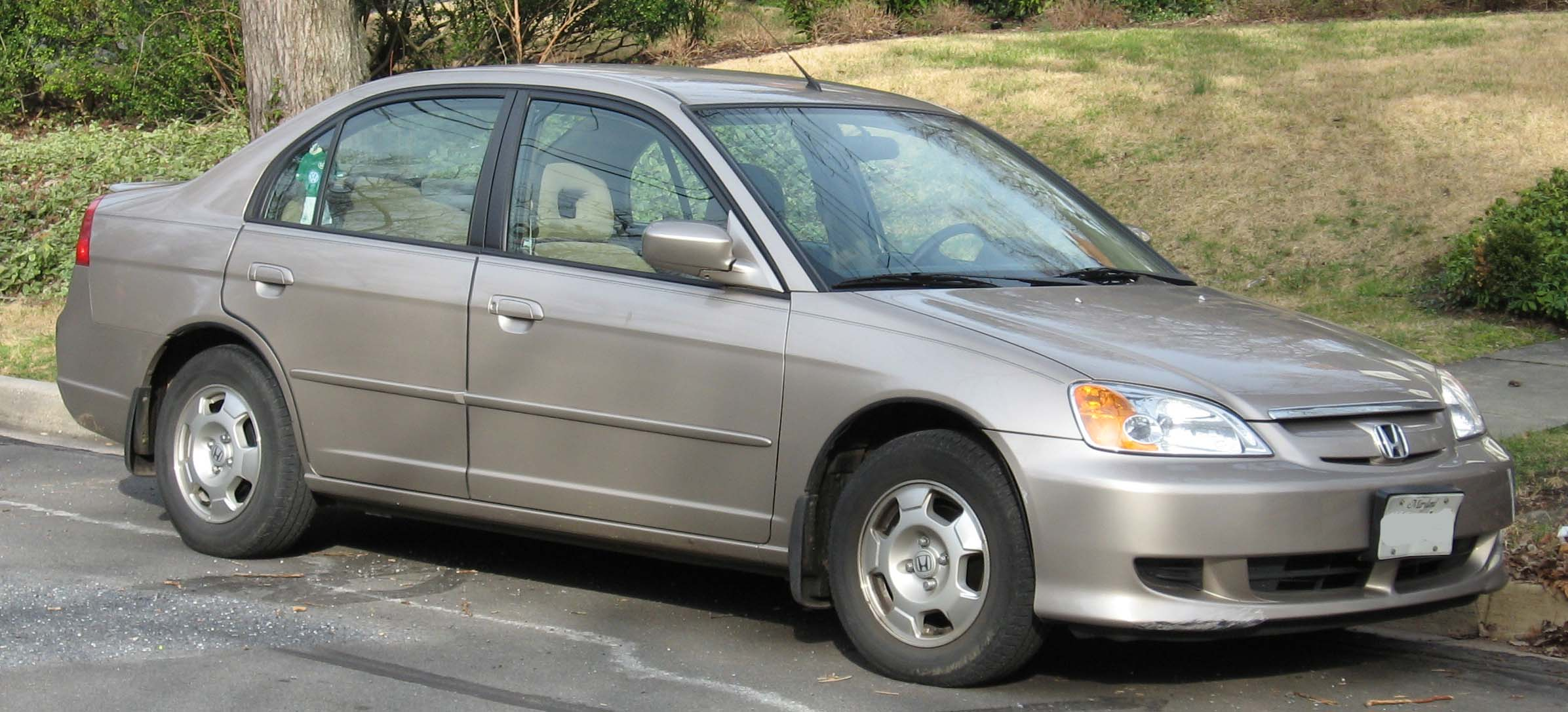
Honda Civic IMA (2003–2004)

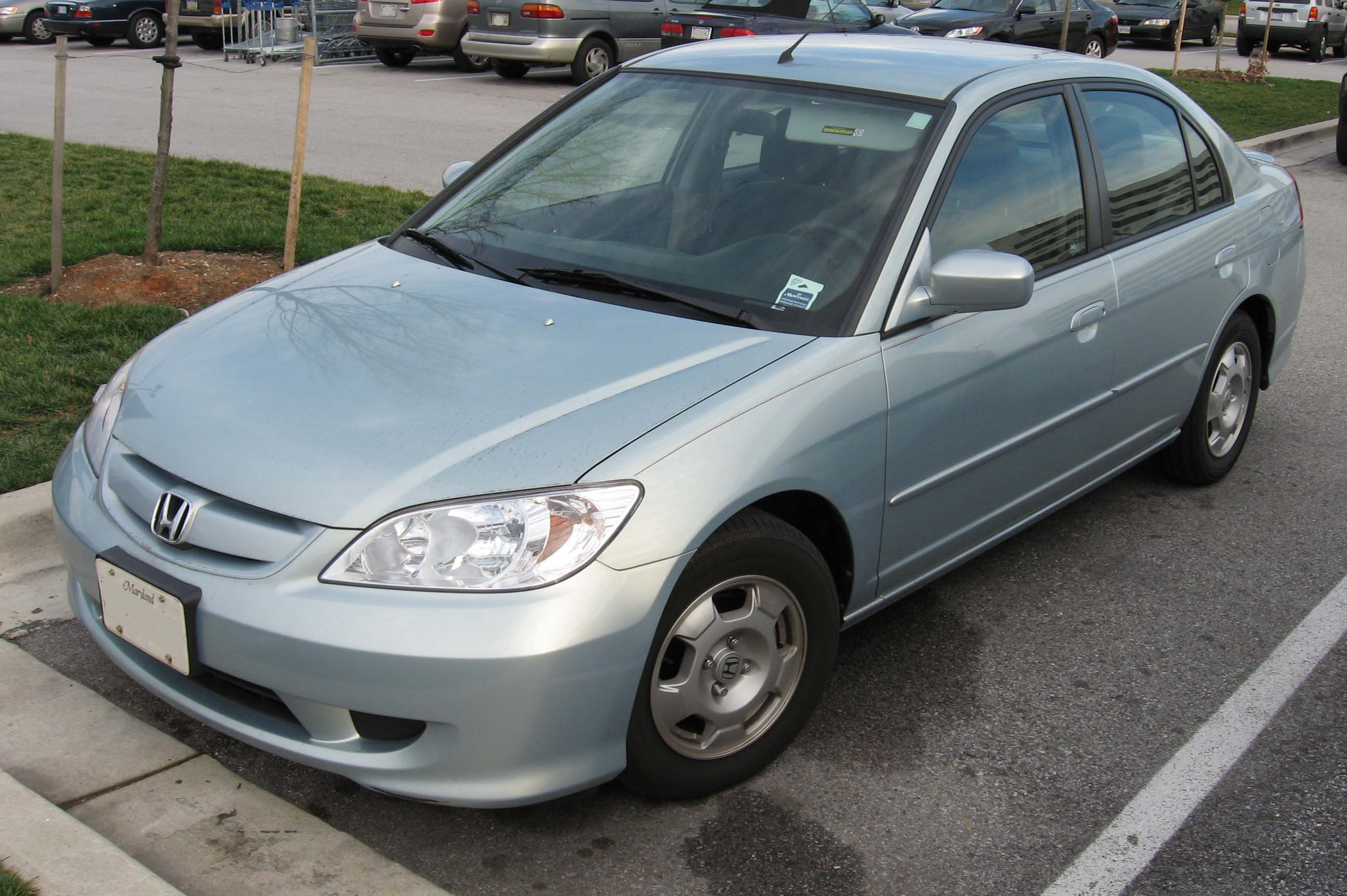
Honda Civic IMA (2004–2005)

Civic Integrated Motor Assist (IMA) war von Ende 2003 bis Herbst 2005 die Modellbezeichnung für ein Fahrzeug mit Hybridantrieb des japanischen Autoherstellers Honda. Ab Frühjahr 2006 wurde die Bezeichnung in Civic Hybrid geändert, weil der Begriff „IMA“ vom Markt nicht als Bezeichnung für eine neue Antriebsform wahrgenommen wurde. Bis dahin wurden in Deutschland weniger als 500 Exemplare verkauft. 2010 wurde der Verkauf in Deutschland eingestellt und als Nachfolger gilt der Honda Insight.

## Hybridsystem
Das IMA-System wird in Europa im leicht veränderten viertürigen US-amerikanischen Stufenheck-Modell des Honda Civic eingebaut und besteht aus einem 1,3-l-i-DSI-i-VTEC-Motor und einem 144-Volt-Elektromotor (158 Volt seit 2006). Dieser Motor ist sehr kurz und passt deshalb zwischen den Ottomotor und das Getriebe. Er fungiert als Anlasser, Lichtmaschine und „Booster“, der den Ottomotor bei Bedarf unterstützt.
Seit 2006 arbeitet der Elektromotor bei niedriger Leistungsanforderung (typischerweise im langsamen Stadtverkehr; Stop-and-Go) auch als alleiniger Antrieb. Der leichte Elektromotor ist 65 mm lang und hat ein Gewicht von 30 kg.
Die von Panasonic hergestellte aufladbare Nickel-Metallhydrid-Batterie des Elektromotors ist in der Rücksitzlehne untergebracht, so dass die Rückbank nicht umgeklappt werden kann. Trotzdem hat der Civic IMA ein Kofferraumvolumen von 342 Litern (350 Liter seit 2006).
Zur Lösung der Zielkonflikte zwischen Fahrleistungen, Komfort, Verbrauch und Abgasverhalten spielen IMA, i-VTEC und i-DSI zusammen.
- i-VTEC (intelligent Variable Valve Timing and Lift Electronic Control) ist eine Variable Ventilsteuerung, die die Ventilsteuerzeiten und Hübe in drei Stufen an die Betriebszustände anpasst und im Civic IMA die Ventile dreier Zylinder, im Civic Hybrid die Ventile aller vier Zylinder abschaltet wenn keine Leistung benötigt wird (Zylinderabschaltung).
- i-DSI - Dual & Sequential Ignition: Zwei gegenüberliegend angeordnete Zündkerzen je Zylinder zünden zeitlich versetzt oder bei hohen Drehzahlen gleichzeitig, um den Verbrennungsverlauf variabel zu steuern.

## Funktionsschema
- Beim Anfahren und Beschleunigen wirkt die kombinierte Energie aus Elektro- und Ottomotor. Ein rein elektrisches Anfahren des Fahrzeugs ist in diesem Konzept nicht enthalten. Der Benzinverbrauch verringert sich durch Einsatz eines kleineren Ottomotors und Einsatz vorher rekuperierter Energie.
- Bei konstanter Reisegeschwindigkeit wird das Fahrzeug ausschließlich vom Ottomotor angetrieben. Bei Bedarf lädt dieser über die als Generator laufende Elektromaschine die Batterie auf.
- Beim Abbremsen oder im Schiebebetrieb werden beim IMA drei (seit 2006 vier) von vier Zylindern deaktiviert und der Elektromotor wird als Generator benutzt. Die Abschaltung der Zylinder erfolgt durch ständiges Geschlossenhalten der Ventile. Dies wird mit VTEC realisiert und vermeidet die Gaswechselverluste, die sonst den wesentlichen Teil zur Motorbremswirkung im Schubbetrieb beitragen. Die kinetische Energie des Wagens wird somit zur Gewinnung von Elektrizität benutzt, die der Batterie zugeführt wird. Der Generatorwiderstand bei der Stromerzeugung wird zur Fahrzeugverzögerung ausgenutzt, in der Wirkung analog der Motorbremse bei Verbrennungsmotoren.
- Der Elektromotor war ursprünglich nur als Hilfsantrieb konzipiert und treibt den Civic IMA (vor 2006) nie allein an, es werden nur drei Zylinder abgeschaltet. Der Civic Hybrid ab 2006 wird bei niedrigen Geschwindigkeiten und niedriger Last bei ausreichendem Batterieladezustand allein vom Elektromotor angetrieben. Diese Betriebsart wird automatisch aktiviert und kann nicht manuell gewählt werden. Dabei werden alle Ventile geschlossen, somit die Gaswechselverluste vermieden, so dass der Verbrennungsmotor sehr leicht vom Elektromotor mitbewegt werden kann.
- Bei Stillstand des Fahrzeugs wird der Ottomotor ganz abgeschaltet, er steht still. Sobald der Fahrer den ersten Gang einlegt bzw. (seit 2007) die Bremse löst, wird der Ottomotor automatisch vom Elektromotor wieder gestartet.

## Civic Hybrid (2006–2010)

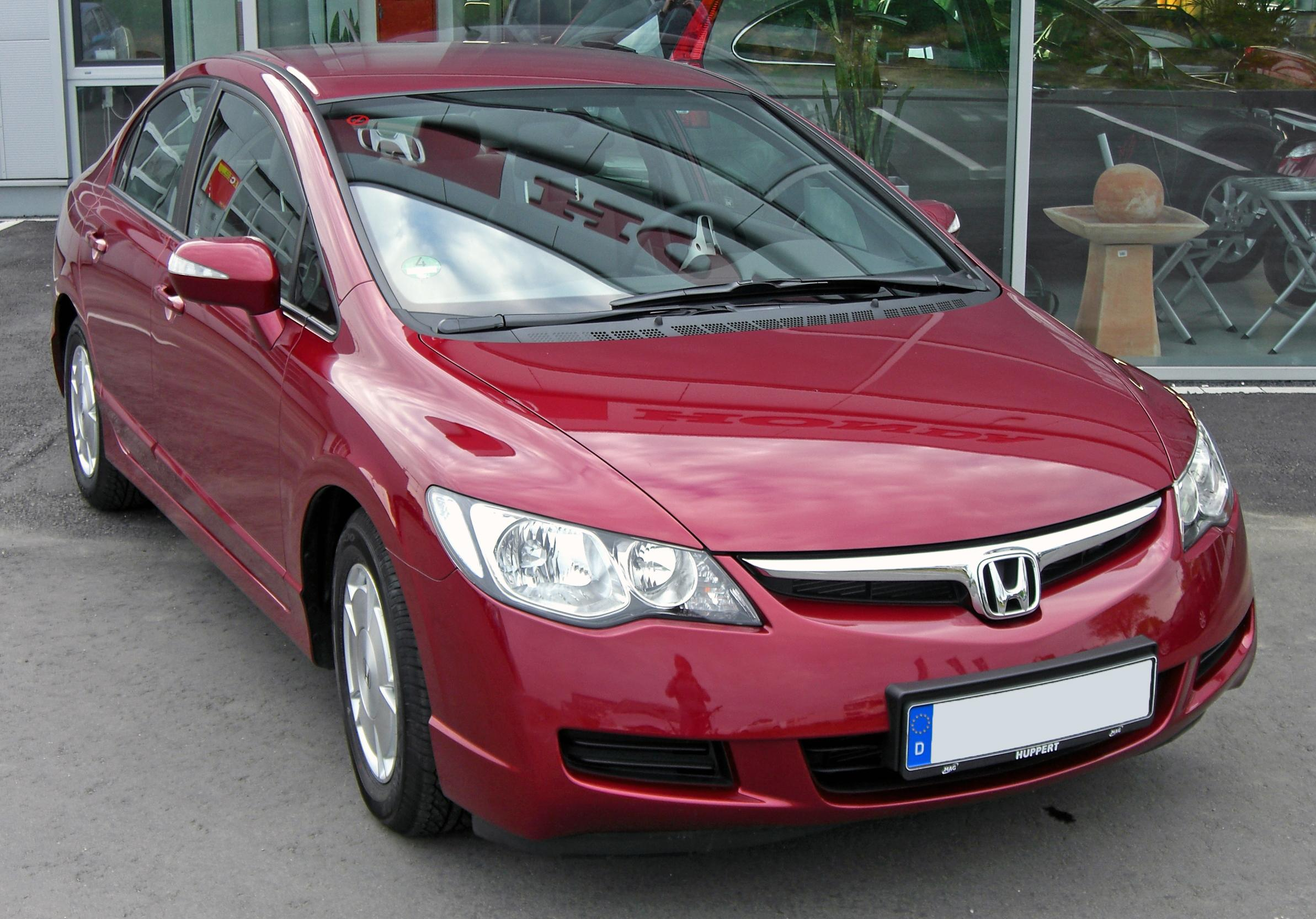
Honda Civic Hybrid (2007–2010)

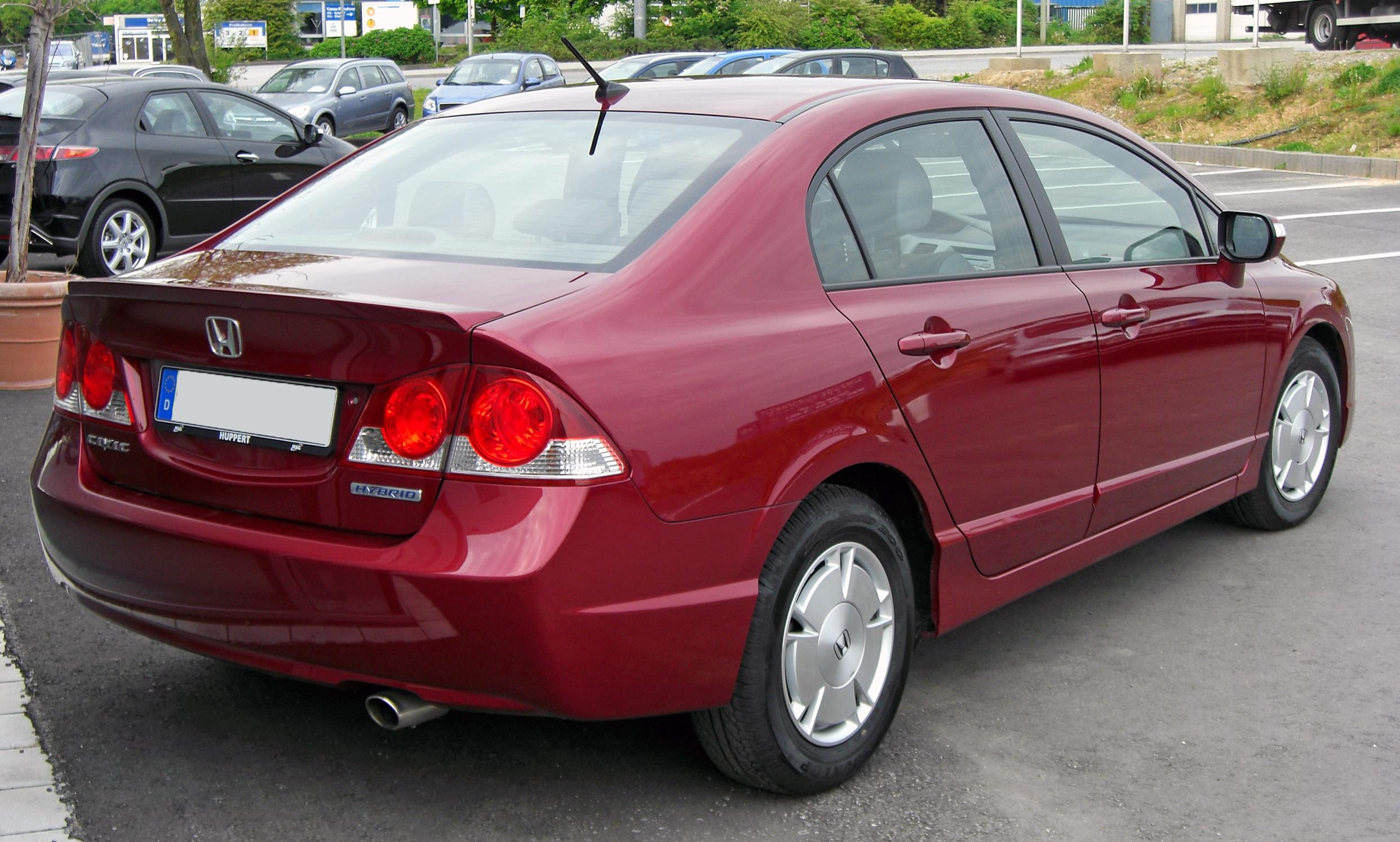
Civic „Hybrid“

Ab April 2006 kombinierte Honda den um 20 Prozent leistungsgesteigerten 1,3 Liter-Vierzylinder (70 kW [95 PS] und 123 Nm Drehmoment) mit einem neuen Elektromotor, der nun bei 158 Volt Nennspannung 15 kW (20 PS) und 103 Nm Drehmoment (50 Prozent mehr als im „IMA“) zur Gesamtleistung beitragen kann. Das Batteriepaket wurde um rund 13 Prozent verkleinert; das Kofferraumvolumen konnte dadurch auf 350 Liter vergrößert werden. Außerdem wird das neue Modell ausschließlich mit einem stufenlosen CVT-Automatikgetriebe ausgeliefert, um die Effizienz des Gesamtkonzeptes weiter zu steigern. Zudem kann der Civic Hybrid für wenige Kilometer auch ausschließlich mit Elektroantrieb fahren. Der Listenpreis wurde im März 2007 mit 23.800 Euro angegeben.
Ende 2010 wurde dieses Modell eingestellt und durch den Honda Insight ersetzt.

## Fahrleistungen und Umwelt
Die Fahrleistungen des Civic IMA gleichen etwa denen einer 1,6-Liter-Limousine, wobei der kombinierte Verbrauch nach ECE von 4,9 Liter auf 100 km dem eines Kleinwagens entsprach. Honda erhielt für diesen Hybrid-Antrieb 2004 die „Engine of the Year“-Auszeichnung in der 1,0- bis 1,4-Liter-Klasse. Im Civic „Hybrid“ konnte der Verbrauch nochmals reduziert werden, auf nun 4,6 Liter. Laut Herstellerangaben schafft man 1068 km mit einer Tankfüllung. Mit einem CO2-Ausstoß von 109 g/km nimmt das Fahrzeug einen Spitzenplatz bei den umweltfreundlichen Kraftfahrzeugen ein. In der „Auto-Umweltliste 2007“ des Verkehrsclubs Deutschland war der Civic Hybrid von mehr als 350 Autos wie im Vorjahr das umweltfreundlichste, gefolgt vom Toyota Prius. 2008 verdrängte der Prius den Civic vom ersten auf den zweiten Platz.

## Civic Hybrid 24h-Rennen
Honda schickte 2007 einen Civic mit Hybridantrieb an den Start des 35. 24-Stunden-Rennen auf dem Nürburgring. Der von Klaus Niedzwiedz (n-tv), den Journalisten Martin Westerhoff und Christian Schön (Auto Bild Motorsport) und dem Auto-Bild-Testfahrer Henning Klipp gesteuerte Wagen belegte in der Gesamtwertung den 108. Platz bei 220 gestarteten Teams. In der Klasse der alternativen Antriebe, in der auch mehr als doppelt so starke Turbodiesel-Fahrzeuge antraten, belegte das Team den sechsten Rang.
Der Durchschnittsverbrauch soll bei 3,5 Litern pro Rennrunde gelegen haben; für eine Runde (etwas über 25 km) benötigte das Team etwa 12 Minuten. Hochgerechnet verbrauchte der Wagen also rund 14 Liter auf 100 Kilometer.

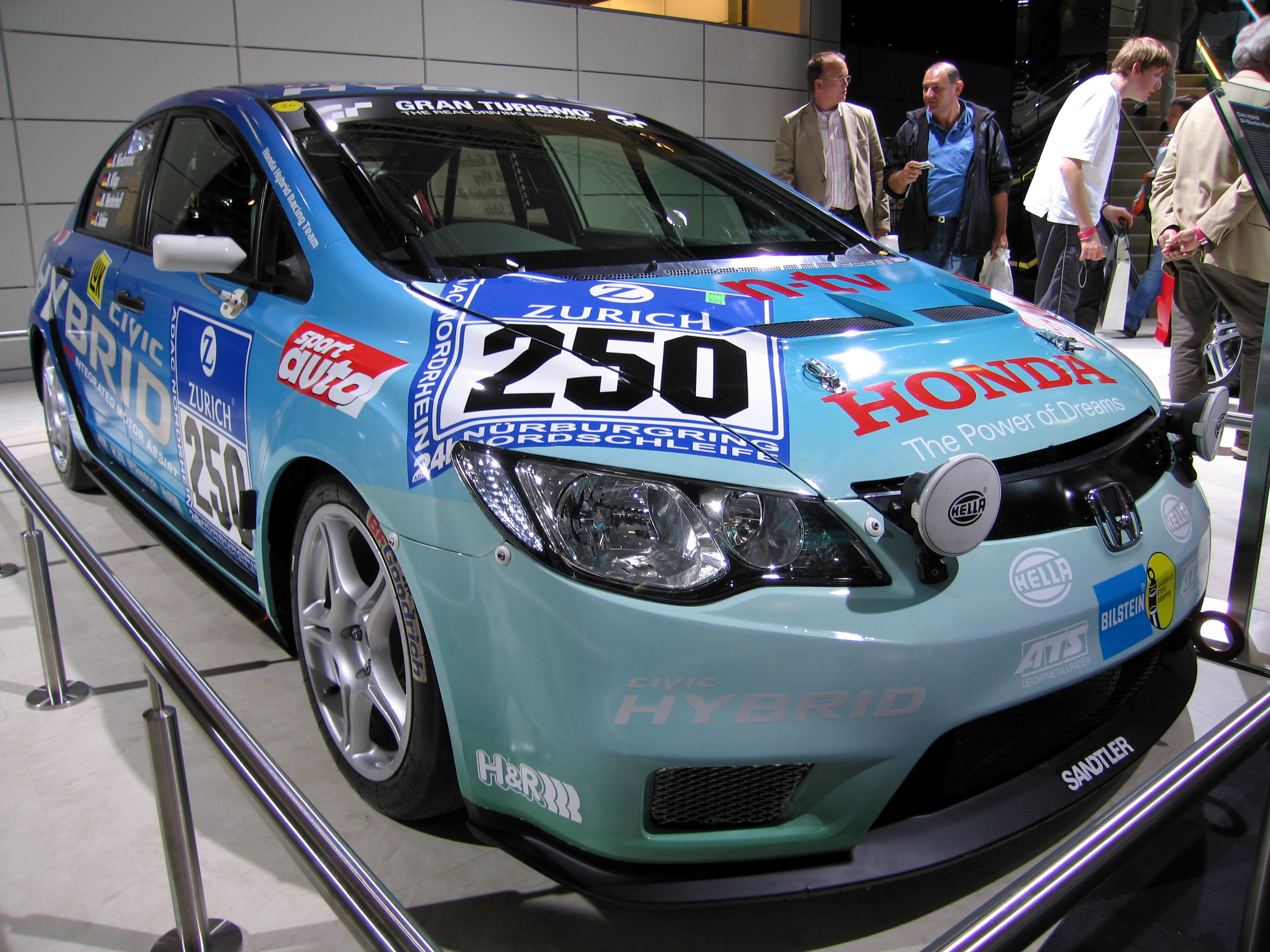
Civic Hybrid 24h-Rennen
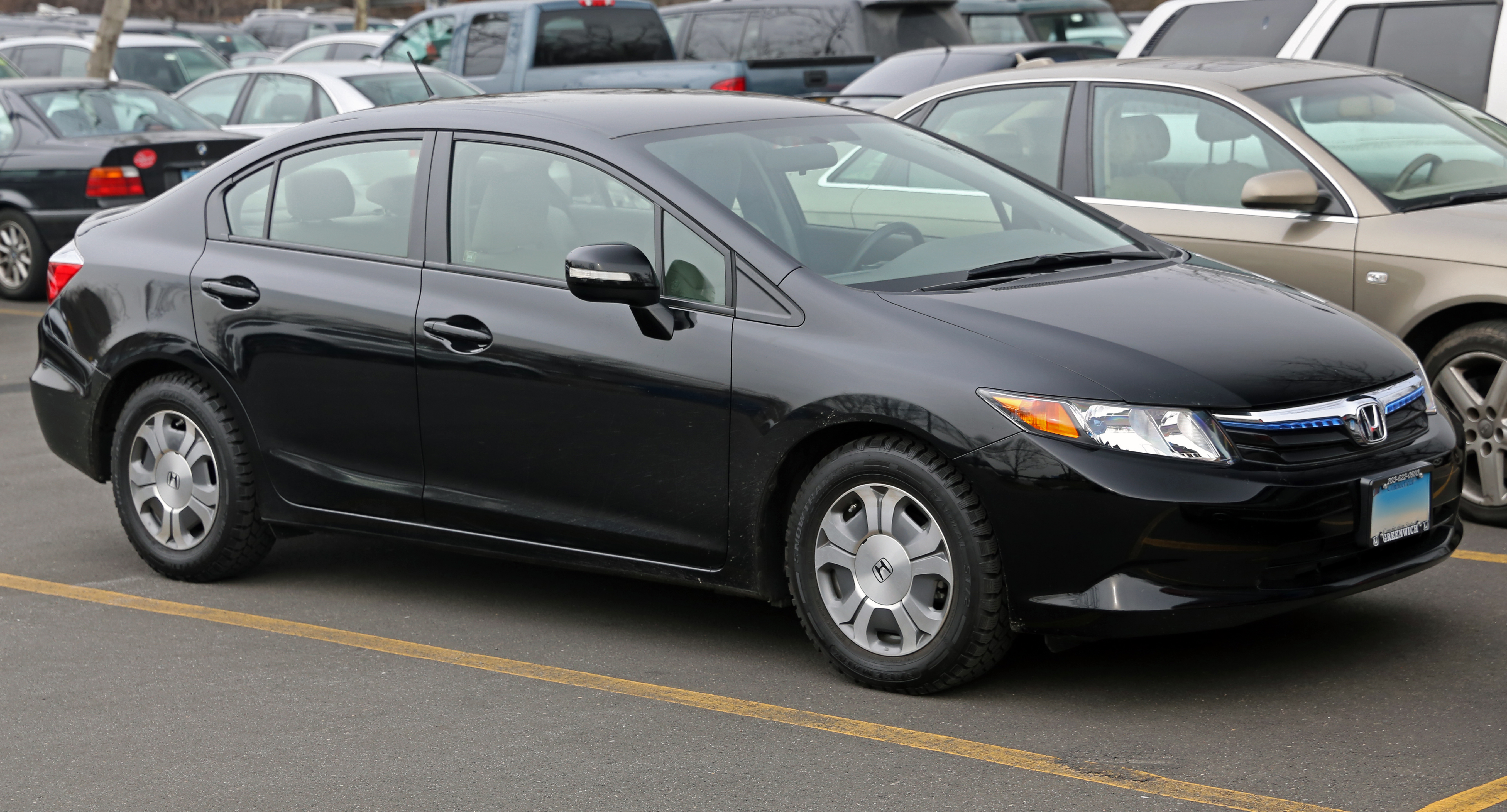
Honda Civic Hybrid (seit 2012)